# Typhloglomeris caucasica
Typhloglomeris caucasica är en mångfotingart som beskrevs av Sergei I. Golovatch 1975. Typhloglomeris caucasica ingår i släktet Typhloglomeris och familjen Glomeridellidae. Inga underarter finns listade i Catalogue of Life.